# Mùa bão Tây Bắc Thái Bình Dương 1992
Mùa bão Tây Bắc Thái Bình Dương 1992 không có giới hạn chính thức; nó diễn ra trong suốt năm 1992, nhưng hầu hết các xoáy thuận nhiệt đới có xu hướng hình thành trên Tây Bắc Thái Bình Dương trong khoảng giữa tháng 5 và tháng 11. Những thời điểm quy ước phân định khoảng thời gian tập trung hầu hết số lượng xoáy thuận nhiệt đới hình thành mỗi năm ở Tây Bắc Thái Bình Dương.
Phạm vi của bài viết này chỉ giới hạn ở Thái Bình Dương, khu vực nằm ở phía Bắc xích đạo và phía Tây đường đổi ngày quốc tế. Những cơn bão hình thành ở khu vực phía Đông đường đổi ngày quốc tế và phía Bắc xích đạo thuộc về Mùa bão Đông Bắc Thái Bình Dương 1992. Bão nhiệt đới hình thành ở toàn bộ khu vực Tây Bắc Thái Bình Dương sẽ được đặt tên bởi Trung tâm Cảnh báo Bão Liên hợp  JTWC . Áp thấp nhiệt đới ở khu vực này sẽ có thêm hậu tố "W" phía sau số thứ tự của chúng. Áp thấp nhiệt đới trở lên hình thành hoặc đi vào khu vực mà Philippines theo dõi cũng sẽ được đặt tên bởi Cục quản lý Thiên văn, Địa vật lý và Khí quyển Philippines  PAGASA . Đó là lý do khiến cho nhiều trường hợp, một cơn bão có hai tên gọi khác nhau.

## Các cơn bão
Đã có tổng cộng 33 xoáy thuận nhiệt đới hoạt động trên Tây Bắc Thái Bình Dương trong năm 1992, 32 trong số chúng hình thành trên khu vực này. Một cơn bão, bão nhiệt đới Ekeka, hình thành ở Trung tâm Thái Bình Dương, đã vượt đường đổi ngày quốc tế và đi vào khu vực Tây Bắc Thái Bình Dương. Có tới 32 trong số 33 xoáy thuận đã phát triển thành những cơn bão nhiệt đới và được đặt tên, 21 trong số chúng đạt cường độ bão cuồng phong, và 5 đạt cường độ siêu bão cuồng phong.

### Bão Bobbie (Asiang)
Tại Nhật Bản, thiệt hại do Bobie gây ra là 371,8 triệu Yên (2,9 triệu USD).

### Bão Chuck (Biring) - bão số 1
Chuck đã tấn công đảo Hải Nam với vận tốc gió tối đa 90 dặm/giờ (140 km/giờ) trước khi tiếp tục đổ bộ vào miền Bắc Việt Nam trong ngày 28 và 29 tháng 6.
Cơn bão đã gây ngập lụt nghiêm trọng, khiến ít nhất 7 người chết và 9 người khác mất tích. Thiệt hại tại Trung Quốc lên tới 36,4 triệu USD.

### Bão nhiệt đới Deanna
Đài quan sát Hong Kong đã phân loại hệ thống này là một áp thấp nhiệt đới.

### Bão Eli (Konsing) - bão số 2
Tại Philippines, báo cáo cho thấy có một người chết và 8 người mất tích. Thiệt hại lớn cũng đã xảy ra ở Trung Quốc, với con số ước tính lên tới 235 triệu USD.

### Bão nhiệt đới Faye (Ditang) (bão số 3)
Faye khiến 2 người thiệt mạng ở Hong Kong.

### Bão nhiệt đới Gary (Edeng) (bão số 4)
Đã có ít nhất 48 người thiệt mạng vì cơn bão. Thiệt hại nặng nề xảy ra ở Trung Quốc, tổn thất lên tới 940 triệu USD.

### Bão nhiệt đới Irving
Có 3 người thiệt mạng do bão, tổn thất là 64 triệu Yên (835.000 USD).

### Bão Janis
Đã có hai người chết và 41 người khác bị thương tại Nhật Bản. Tổng thiệt hại là 5,8 tỉ Yên (45.6 triệu USD).

### Bão nhiệt đới Mark (bão số 5)
Đã có một người chết và một người mất tích do bão được báo cáo. Thiệt hại là 10,4 triệu USD.

### Bão Omar (Lusing)
Guam đã chịu sự tàn phá nghiêm trọng của Omar, với lượng mưa lên tới hơn 1 foot, thiệt hại là 702 triệu USD (2008 USD), tuy nhiên không có trường hợp nào thiệt mạng. Cơn bão cũng đã khiến 2 người chết và gây mưa lớn tại Đài Loan. Cái tên Omar đã bị khai tử sau mùa bão này và không bao giờ còn được sử dụng.

### Bão nhiệt đới Polly (Isang)
Phát triển ở phía Tây Omar từ ngày 23, Polly đã đạt cường độ bão nhiệt đới trong ngày 26. Nó duy trì cấp độ bão nhiệt đới trong hầu hết quãng thời gian tồn tại sau này, vận tốc gió không vượt quá 60 dặm/giờ (gió 1 phút). Đến ngày 30, Polly đổ bộ vào vùng Đông Nam Đài Loan, và ngày 31 nó đổ bộ vào Trung Quốc.
Những trận mưa như trút từ cơn bão gây ra những trận lũ khủng khiếp khiến 202 người thiệt mạng và hàng trăm người khác bị thương. Đã có hơn 5 triệu người đã mất nhà cửa trên khắp các tỉnh Phúc Kiến và Chiết Giang. Tổng thiệt hại do cơn bão gây ra vào khoảng 450 triệu USD. 

### Bão nhiệt đới Ted (Maring)
Ted bắt đầu phát triển từ ngày 14 tháng 9. Đến ngày 20, cơn bão trở nên ít di chuyển khi nó ở rất sát Bắc Luzon. Cuối cùng Ted chuyển hướng Bắc, tấn công Đài Loan trong ngày 22 với cường độ bão cuồng phong. Cơn bão suy yếu, và sang ngày 23 nó đổ bộ vào vùng Hoa Đông. Sau đó Ted chuyển hướng Đông Bắc, đổ bộ Hàn Quốc. Đến ngày 24, nó đã trở thành một xoáy thuận ngoại nhiệt đới.
Đã có ít nhất 61 người chết và 51 người khác được báo cáo mất tích. Thiệt hại tại Trung Quốc là 360 triệu USD.

### Bão Ward
Ngày 23 tháng 9, một áp thấp nhiệt đới đã hình thành trên vùng biển phía Đông đường đổi ngày quốc tế. Tuy nhiên, đa phần những cảnh báo về nó đã được ban hành bởi JTWC chứ không phải là CPHP (tổ chức theo dõi và ban hành những cảnh báo về xoáy thuận nhiệt đới trên khu vực Trung tâm Thái Bình Dương) do nó được dự đoán là sẽ phát triển thành một xoáy thuận nằm ngoài khu vực trách nhiệm của CPHP. Ngay trước khi đi vào khu vực Tây Bắc Thái Bình Dương, hệ thống đã đạt cường độ bão nhiệt đới và được đặt tên là Ward bởi JTWC, vận tốc gió ước tính khi đó là 40 dặm/giờ (65 km/giờ). Đồng thời JMA khi đó thông báo một áp suất 1002 mbar (mbar, 29,5 inHg). Trong những ngày tiếp theo, Ward dần mạnh lên, đạt đỉnh là một cơn bão cấp 2 trong thang bão Saffir-Simpson với vận tốc gió 110 dặm/giờ (175 km/giờ). Sau đó, cơn bão di chuyển đến những khu vực có vĩ độ ngày càng cao, suy yếu dần, và cuối cùng trở thành một xoáy thuận ngoại nhiệt đới trong ngày 7 tháng 10.

### Bão Angela (Osang) (bão số 6 - bão số 8)
Ít nhất 49 người đã thiệt mạng do bão, phần lớn là tại Việt Nam, và có 14 trường hợp mất tích được báo cáo. 
Bão Angela là cơn bão hiếm hoi ở Việt Nam được cấp số hiệu định danh bão 2 lần. Lần 1, bão số 6 Angela đổ bộ Phú Yên ngày 23/10/1992. Tàn dư vùng áp thấp sau bão số 6 di chuyển xuống Vịnh Thái Lan và mạnh trở lại thành bão lần thứ 2 vào rạng sáng 28/10/1992 và được cấp số hiệu mới "bão số 8" dù cho nó vẫn giữ tên quốc tế là Angela, đi vào khu vực vùng biển Kiên Giang. Cùng với việc bão Colleen (bão số 7) hoạt động trước đó trong sáng 28/10/1992 (chưa đổ bộ vào Bình Định), đây là thời điểm gần nhất có 2 cơn bão hoạt động cùng lúc ở Biển Đông.

### Áp thấp nhiệt đới 29W
Vào ngày 30 tháng 10, một vùng nhiễu động nhiệt đới bắt đầu hình thành trên khu vực phía Tây đường đổi ngày quốc tế. Đến cuối ngày hôm sau, JTWC đã ban hành "Cảnh báo về sự hình thành của xoáy thuận nhiệt đới" khi hệ thống di chuyển về phía Tây. Trong ngày 1 tháng 11, hệ thống đã mạnh lên thành một áp thấp nhiệt đới. Tuy nhiên, quá trình tăng cường độ đã bị cản trở nghiêm trọng bởi dòng thổi ra của cơn bão Dan ở gần đó, và áp thấp nhiệt đới đã không thể phát triển. Nó đi qua khu vực cách đảo Wake khoảng 55 km, khiến áp suất giảm nhẹ và gây gió giật 60 km/giờ trên đảo. Không có báo cáo về thiệt hại. Áp thấp nhiệt đới đã tan trong ngày 2 tháng 11.

### Bão nhiệt đới Forrest (bão số 9)
Vào ngày 8 tháng 11, một áp thấp nhiệt đới đã hình thành từ một rãnh gió mùa trên vùng biển phía Đông Philippines. Sau khi vượt qua quần đảo Philippines, nó đã mạnh lên thành một cơn bão nhiệt đới trên Biển Đông trong ngày 12. Forrest giữ hướng di chuyển là Tây cho đến khi nó vượt bán đảo Mã Lai vào ngày 15. Cơn bão đạt cường độ tối đa trên vịnh Bengal với vận tốc gió 145 dặm/giờ (230 km/giờ). Forrest đã đổ bộ vào Myanmar trong ngày 21.
Bão nhiệt đới Forrest đã làm lật một con tàu, khiến ít nhất 2 người chết và 31 người khác mất tích. 

### Bão Gay (Seniang)
Gay là cơn bão mạnh nhất và có giai đoạn hoạt động dài nhất của mùa bão. Cơn bão hình thành trong ngày 13 tháng 11 gần đường đổi ngày quốc tế. Di chuyển về phía Tây, Gay mạnh dần lên và nó đã đi qua quần đảo Marshall với trạng thái là một cơn bão cuồng phong đang tăng cường. Sau khi vượt qua quần đảo, Gay tiếp tục mạnh lên và đạt cường độ tối đa khi ở ngoài đại dương, với vận tốc gió duy trì một phút là 185 dặm/giờ (295 km/giờ) và áp suất khí quyển 872 mbar (25,8 inHg) theo ước tính của JTWC. Tuy nhiên, JMA, trung tâm cảnh báo xoáy thuận nhiệt đới chính thức của khu vực, ước tính vận tốc gió 10 phút đạt 125 dặm/giờ (205 km/giờ) và áp suất là 900 mbar (27 inHg). Sau khi đạt đỉnh Gay đã suy yếu nhanh chóng do tương tác với một cơn bão khác. Đến ngày 23, Gay tấn công Guam với vận tốc gió 100 dặm/giờ (160 km/giờ). Tiếp sau là một giai đoạn tăng cường trở lại, tuy nhiên sau khi đạt một đỉnh cường độ khác nó đã chuyển hướng Bắc và suy yếu, trở thành một xoáy thuận ngoại nhiệt đới trong ngày 29.
Ban đầu Gay tác động đến quần đảo Marshall, khiến 5.000 người mất nhà cửa và gây thiệt hại mùa màng nghiêm trọng. Điện và nước đã bị cắt ở thủ đô Majuro trong suốt thời gian cơn bão hoành hành. Tuy nhiên đã không có ai thiệt mạng ở quốc gia này. Dù vậy cơn bão đã khiến một thủy thủ thiệt mạng khi đang trong chuyến hành trình vòng quanh thế giới. Vào thời điểm Gay tấn công Guam, nó trở thành cơn bão thứ 6 trong năm tác động đến hòn đảo này. Do đang thực sự suy yếu, phần lõi trong bị gián đoạn của cơn bão chỉ gây ra mưa nhỏ. Xa hơn về phía Bắc, cơn bão cũng đã gây ra những đợt sóng lớn, khiến một ngôi nhà ở Saipan bị phá hủy.

### Bão Hunt
Cơn bão cuối cùng trong năm hình thành vào ngày 13 tháng 11 và trở thành một xoáy thuận ngoại nhiệt đới trong ngày 22.

## Tên bão
Năm 1992, xoáy thuận nhiệt đới trên Tây Bắc Thái Bình Dương được đặt tên bởi JTWC. Cơn bão đầu tiên được đặt tên là Axel và cuối cùng là Hunt. Cái tên Omar đã bị khai tử sau mùa bão và được thay thế bằng Oscar.
| - Axel (9201) - Bobbie (9203) - Chuck (9204) - Deana - Eli (9205) - Faye (9206) | - Gary (9207) - Helen (9208) - Irving (9209) - Janis (9210) - Kent (9211) - Lois (9212) | - Mark (9213) - Nina (9214) - Omar (9215) - Polly (9216) - Ryan (9217) - Sibyl (9218) | - Ted (9219) - Val (9220) - Ward (9221) - Yvette (9222) - Zack (9223) - Angela (9225) | - Brian (9226) - Colleen (9227) - Dan (9228) - Elsie (9229) - Forrest (9230) - Gay (9231) - Hunt (9232) |

Ekeka là cơn bão hình thành ở Trung tâm Thái Bình Dương; nó đã đi vào khu vực Tây Bắc Thái Bình Dương với cường độ bão nhiệt đới. Tên gọi cũng như hậu tố C ký hiệu ban đầu của cơn bão vẫn được giữ nguyên. JMA đã cho nó số hiệu 9202.

### Tên bão ở Philippines
PAGASA sử dụng một danh sách tên riêng cho các xoáy thuận nhiệt đới nằm trong khu vực mà họ theo dõi. Dưới đây là danh sách tên của năm 1992. Danh sách này lặp lại 4 năm một lần. Đây là danh sách trùng với danh sách của năm 1988, ngoại trừ hai cái tên Ulpiang và Yerling đã thay thế cho các tên Unsang và Yoning.
| - Asiang (9203) - Biring (9204) - Konsing (9205) - Ditang (9206) - Edeng (9207) | - Gloring (9212) - Huaning - Isang (9216) - Lusing (9215) - Maring (9219) | - Ningning (9222) - Osang (9224) - Paring (9226) - Reming (9228) - Seniang (9230) | - Toyang (unused) - Ulpiang (unused) - Welpring (unused) - Yerling (unused) - Aring (unused) | - Basiang (unused) - Kayang (unused) - Dorang (unused) - Enang (unused) - Grasing (unused) |

### Số hiệu bão ở Việt Nam
Dưới đây là danh sách bão được đánh số hiệu ở Việt Nam năm 1992, kèm vùng đổ bộ. Năm 1992 có trường hợp hy hữu, một cơn bão được đánh số hiệu định danh 2 lần (Angela).
- Bão số 1 (Chuck) (đổ bộ Hải Phòng)
- Bão số 2 (Eli) (đổ bộ phía Bắc tỉnh Thái Bình)
- Bão số 3 (Faye) (đổ bộ Nam Trung Quốc)
- Bão số 4 (Gary) (đổ bộ Nam Trung Quốc, sượt qua Móng Cái)
- Bão số 5 (Mark) (đổ bộ Nam Trung Quốc)
- Bão số 6 (Angela) (đổ bộ Phú Yên)
- Bão số 7 (Colleen) (đổ bộ Bình Định)
- Bão số 8 (Angela) (vùng thấp sau bão số 6 vòng ra vịnh Thái Lan mạnh lên thành bão, và tan ở khu vực huyện đảo Phú Quốc tỉnh Kiên Giang)
- Bão số 9 (Forrest) (đi sượt qua Mũi Cà Mau)